# Ан Идалго
Ан Идалго̀ (на френски: Anne Hidalgo, [an idalɡo]) е френски политик от Социалистическата партия.
Родена е на 19 юни 1959 година в Сан Фернандо, Испания, в работническо семейство, което малко по-късно се премества в Лион. Завършва социално право в Университета „Жан Мулен – Лион III“, след което защитава докторат в Университета „Париж-Нантер“. От 1984 година е чиновник в Министерството на труда, през 2001 година става заместник-кмет на Париж, а през 2014 година е избрана за кмет.